# Ellen Rocche
Ellen Rocche, née le 19 juillet 1979 à São Paulo au Brésil, est une actrice brésilienne.

## Biographie
Ellen Rocche est née le 19 juillet 1979 à São Paulo au Brésil. Elle a commencé sa carrière d'actrice au programme de télévision Qual é a música? sur la chaîne brésilienne SBT. Elle a également été actrice pour quelques chapitres du programme Zorra Total sur Globo.
Elle a participé à la téléréalité Casa dos Artistas où des artistes devaient partager une maison et être graduellement éliminés basée sur le modèle de Big Brother.

## Annexe